# Championnat d'Afrique du Nord des nations des moins de 23 ans 2015
Navigation
Édition précédente
Le Championnat d'Afrique du Nord des nations des moins de 23 ans 2015 était la cinquième édition du Tournoi UNAF U-23. Le tournoi était initialement prévu du 8 au 16 janvier 2015 au Stade Ahmed Zabana à Oran, en Algérie. Cependant, il a été reporté à une date ultérieure après le retrait de l'Égypte, de la Libye et du Maroc.

## Équipes participantes
- Algérie
- Maroc
- Égypte
- Libye
- Tunisie

## Stade
| Stade Ahmed Zabana |
| Capacité : 40,000  |
|                    |